# Guia Gourouli
Guia Gourouli, გია გურული ou Гия Гурули est un footballeur soviétique puis géorgien, né le 20 mai 1964 à Tchiatoura (Union soviétique).

## Biographie
Formé au FC Dinamo Tbilissi, en tant qu'attaquant, Guia Gourouli joue dans ce club de 1982 à 1990, avec un intermède d'une saison au Gouria Lantchkhouti, avec qui il termine deuxième de deuxième division soviétique en 1989. Avec le Dinamo Tbilissi, il remporte la première édition du championnat de Géorgie en 1990.
Puis il a joué deux saisons en Pologne, dans le club de GKS Katowice. Il a remporté une coupe de Pologne, une supercoupe de Pologne et a terminé deuxième du championnat polonais en 1991.
En 1992, il signe en France, et plus précisément au Havre AC, pendant deux saisons. Il fut international géorgien en 1994 à trois reprises pour aucun but marqué. Il signe ensuite pour trois saisons à l'USL Dunkerque, sans rien remporter. En 1997, il signe pour deux années à Calais RUFC, remportant en 1998 la CFA2.
En 2004-2005, il est l'assistant d'Alain Giresse en sélection de Géorgie.
Il a un fils qui est également footballeur, Alexander Gourouli, international comme son père.

## Palmarès
- Championnat d'URSS de football
  - Vice-champion en 1989
- Championnat de Géorgie de football
  - Champion en 1990
- Championnat de Pologne de football
  - Vice-champion en 1991
- Coupe de Pologne de football
  - Champion en 1991
- Supercoupe de Pologne de football
  - Vainqueur en 1991
- CFA2
  - Champion en 1998